# Paninggilan
Paninggilan is een bestuurslaag in het regentschap Tangerang van de provincie Banten, Indonesië. Paninggilan telt 19.982 inwoners (volkstelling 2010).